# April 1937
| Deze maand                                                  |
| ----------------------------------------------------------- |
| - 40-urige werkweek in Frankrijk - Bombardement op Guernica |

De volgende gebeurtenissen speelden zich af in april 1937. 
- 1 - Joris in 't Veld treedt aan als burgemeester van Zaandam.
- 1 - De Amsterdamse gemeenteraad stemt in met de plannen voor de aanleg van het Amsterdamse Bos.
- 2[1] - Het parlement in Japan wordt op verzoek van premier Hayashi ontbonden. Op 30 april zullen nieuwe verkiezingen worden gehouden.
- 2[1] - Adolf Hitler en Erich Ludendorff leggen in een gesprek hun geschilpunten bij.
- 2 - In het mandaatgebied Zuidwest-Afrika wordt het andere dan Britse onderdanen verboden deel te nemen aan openbare of politieke organisaties. De maatregel is gericht tegen de Duitse nationaalsocialisten.
- 3 - Japan ontkent bezig te zijn met de bouw van twee nieuwe slagschepen.
- 3 - Dirk Frans Pont wordt ontslagen als burgemeester van Hillegom vanwege zijn toetreden tot de NSB, die voor ambtenaren verboden is.
- 5[1] - De Duitse Rijksbank verliest zijn onafhankelijkheid. De directie is rechtstreeks verantwoording verschuldigd aan de rijkskanselier (Adolf Hitler).
- 5 - In de Belgische diamantindustrie wordt de 40-urige werkweek ingevoerd.
- 5[1] - In Nederland wordt de ceremonie voor het beëdigen van officieren in de landmacht strikter geformaliseerd.
- 5 - In Nederland wordt de uitvoer van wapens naar Spanje verboden.
- 8[1] - Uit protest tegen de nieuwe grondwet, die naar zijn mening niet ver genoeg gaat, weigert het Indisch Nationaal Congres mee te werken aan het vormen van regeringen, ook daar waar het de meerderheid heeft.
- 8 - Prins Bernhard wordt geïnstalleerd als lid van de Raad van State.
- 8 - De Eerste Kamer stemt in met de voorgestelde grondwetswijzigingen.
- 9 - Twee Japanse vliegers, Masaki Iinuma en Kenji Tsoekagosji, voltooien in een recordtijd van 94 uur een vlucht van Tokio naar Londen.
- 9 - Nicolaas, de broer van koning Carol II van Roemenië, doet afstand van zijn rechten op de troon.
- 9 - Alle strafmaatregelen tegen bedrijven die zich niet houden aan de veertigurige werkweek in Frankrijk worden opgeschort.
- 10 - De Nieuw Amsterdam, het vlaggenschip van de Holland-Amerika Lijn en met 36.000 ton het grootste Nederlandse koopvaardijschip, wordt te water gelaten.
- 11 - Bij tussentijdse verkiezingen voor de Belgische Kamer verslaat premier Paul van Zeeland ruimschoots de Rexistische leider Léon Degrelle, 76% tegen 19%.
- 12 - In geheel Frankrijk wordt de 40-urige werkweek ingevoerd.
- 12 - François Bovesse neemt ontslag als minister van justitie om gouverneur van Namen te worden.
- 12 - In Montreux start een conferentie om de 'capitulaties' (speciale voorrechten voor buitenlanders) in Egypte af te schaffen.
- 13[1] - In België wordt de ondersteuning voor werklozen met terugwerkende kracht tot 1 maart met 5% verhoogd.
- 13 - Genrich Jagoda, de Russische Volkscommissaris voor de Posterijen wordt van zijn functie ontheven en gearresteerd.
- 15[1] - President Edvard Beneš van Tsjecho-Slowakije bezoekt Belgrado. Toejuichingen van de Joegoslavische bevolking monden uit in anti-Italiaanse betogingen.
- 16[1] - Het Amerikaans hooggerechtshof verklaart de Wagner Labor Relations Act, die het verplicht stellen van collectieve arbeidsonderhandelingen mogelijk maakt, grondwettig.
- 16 - In Italië worden maatregelen genomen om de bevolkingsgroei te bevorderen. Zo krijgen echtparen bij hun huwelijk een lening onder gunstige voorwaarden, die bij de geboorte van kinderen gedeeltelijk wordt kwijtgescholden, en worden er belastingvoordelen gegeven aan grote gezinnen.
- 17 - In Nederland worden de Eerste en Tweede Kamer ontbonden. De ontbinding is noodzakelijk vanwege een grondwetswijziging.
- 17 - België wordt ontheven van zijn verplichtingen vanuit het Verdrag van Locarno. Het Verenigd Koninkrijk en Frankrijk blijven wel garant staan voor de Belgische onafhankelijkheid.
- 17 - De Parti Catholique Social, de Waalse tak van de Belgische Katholieke Partij, wordt opgericht.
- 19[1] - In Nederland wordt een wijzigingsvoorstel van het kinderrecht ingediend. De moeder zal automatisch als ouder van een kind gelden (daar is geen erkenning meer nodig), en het ouderlijk gezag, dat voorheen bij de vader lag, komt bij beide ouders te liggen.
- 20 - Nederland en Argentinië sluiten een immigratie- en een handelsovereenkomst.
- 20 - Na maanden van voorbereidingen gaat de controle op niet-inmenging in de Spaanse Burgeroorlog langs alle grenzen en kusten daadwerkelijk van start.
- 21[1] - De secretaris-generaal van de Volkenbond stelt een ontwerpstatuut op betreffende Duitse vluchtelingen.
- 21 - Een aantal Europese landen gaan het luchtrecht (extra kosten voor luchtpost ten opzichte van andere internationale post) afschaffen, zoals in Nederland en Scandinavië al het geval is.
- 21 - In Nederlands-Indië zal in 1938 een Mohammedaans Hof worden ingesteld, dat als hoger beroep dienstdoet op uitspraken van de priesterraden.
- 21 - In Duitsland worden politieke vergaderingen en openbare vergaderingen van Joodse organisaties verboden.
- 22 - Finland, Zweden, Denemarken en Noorwegen wensen een conventie te vormen voor economische samenwerking.
- 23[1] - Victor de Laveleye zal François Bovesse opvolgen als Belgisch minister van justitie.
- 23 - Benito Mussolini en Kurt Schuschnigg ontmoeten elkaar in Venetië. Ze zijn positief over de vergaande economische samenwerking tussen Italië en Oostenrijk.
- 23 - Het parlement van Luxemburg stemt in met een wet, inhoudende de gedwongen ontbinding van de communistische partij.
- 26[1] - Alle bestaande Nationalistische organisaties in Spanje gaan op in een nationalistische partij onder leiding van Franco.
- 26 - Bombardement op Guernica: Het Baskische marktstadje Guernica wordt in een bombardement door Duitse vliegers die de Nationalisten steunen, verwoest, waarbij vele burgers omkomen.
- 27[1] - De Duitse tak van de joodse organisatie B'nai B'rith wordt ontbonden en haar leiders gearresteerd.
- 30[1] - De Poolse minister van buitenlandse zaken Józef Beck bezoekt Boekarest. Er wordt een overeenkomst ondertekend om het betalingsverkeer voor wederzijdse toeristen te vereenvoudigen.

en verder:
- Britse troepen zijn actief in Waziristan om de opstand onder leiding van de fakir van Ipi neer te slaan.

<< · januari · februari · maart · april · mei · juni · juli · augustus · september · oktober · november · december · >>